# Duncan McKenzie
Duncan McKenzie (Grimsby, 1950. június 10. –) angol labdarúgó, csatár.

## Pályafutása
1969 és 1974 között a Nottingham Forest labdarúgója volt. 1969–70-ben és 1972–73-ban kölcsönben a Mansfield Town csapatában szerepelt. A Forest színeiben az 1973–74-es idényben a másodosztály gólkirály lett 26 góllal.
1974 és 1976 között a Leeds United játékosa volt, ahol tagja volt az 1974–75-ös idányben BEK-döntős csapatnak. 1976-ban rövid ideig a belga Anderlecht labdarúgója volt és UEFA-szuperkupagyőztes lett a csapattal. 1976 és 1978 között az Everton, 1978–79-ben a Chelsea, 1979 és 1981 között a Blackburn Rovers labdarúgója volt. 1981–82-ben az Egyesült Államokban játszott a Tulsa Roughnecks, majd a Chicago Sting csapatában. 1983-ban a hongkongi Ryoden együttesében fejezte be az aktív labdarúgást.

## Sikerei, díjai
Nottingham Forest
- Angol bajnokság – másodosztály (Second Division)
  - gólkirály: 1973–74 (26 gól)

 Leeds United
- Bajnokcsapatok Európa-kupája (BEK)
  - döntős: 1974–75

 Anderlecht
- UEFA-szuperkupa
  - győztes: 1976